# Llista d'episodis de Sons Of Anarchy
Aquesta és una llista d'episodis de la sèrie de televisió Sons of Anarchy.

## Temporades
|  | Temporada 1 | 13 | 2008 |
|  | Temporada 2 | 13 | 2009 |
|  | Temporada 3 | 13 | 2010 |
|  | Temporada 4 | 14 | 2011 |
|  | Temporada 5 | 13 | 2012 |
|  | Temporada 6 | 13 | 2013 |

### Primera temporada
| Nº | #  | Títol                 | Director                       | Guionista                    | Emissió                |
| --- | -- | --------------------- | ------------------------------ | ---------------------------- | ---------------------- |
| 1 | 1  | «Pilot»               | Allen Coulter i Michael Dinner | Kurt Sutter                  | 3 de setembre de 2008  |
| Tot comença quan un club rival destrueix un magatzem il·legal d'armes, SAMCRO (Sons of Anarchy Motorcycle Club Redwood Original) aplicarà el seu propi sentit de la justícia per recuperar les seves armes. Mentrestant, els problemesde la família prenen importància per problemes de salud en el fill nounat de Jax Teller. |    |                       |                                |                              |                        |
| 2 | 2  | «Seeds»               | Charles Haid                   | Kurt Sutter                  | 10 de setembre de 2008 |
| La policia amenaça el regnat de SAMCRO a Charming. En Jax continua preocupant-se pel destí del seu fill nounat i comença a qüestionar-se la manera de fer negocis del club. L'Opie té problemes financers que el deixen amb una difícil elecció.                                                                               |    |                       |                                |                              |                        |
| 3 | 3  | «Fun Town»            | Stephen Kay                    | Kurt Sutter                  | 17 de setembre de 2008 |
| 4 | 4  | «Patch Over»          | Paris Barclay                  | James D. Parriott            | 24 de setembre de 2008 |
| 5 | 5  | «Giving Back»         | Tim Hunter                     | Jack LoGiudice               | 1 d'octubre de 2008    |
| 6 | 6  | «AK-51»               | Seith Mann                     | Nichole Beattie              | 8 d'octubre de 2008    |
| 7 | 7  | «Old Bones»           | Gwyneth Horder-Payton          | Dave Erickson                | 15 d'octubre de 2008   |
| 8 | 8  | «The Pull»            | Guy Ferland                    | Kurt Sutter i Jack LoGiudice | 22 d'octubre de 2008   |
| 9 | 9  | «Hell Followed»       | Billy Gierhart                 | Brett Conrad                 | 29 d'octubre de 2008   |
| 10 | 10 | «Better Half»         | Mario Van Peebles              | Pat Charles                  | 5 de novembre de 2008  |
| 11 | 11 | «Capybara»            | Stephen Kay                    | Kurt Sutter i Dave Erickson  | 12 de novembre de 2008 |
| 12 | 12 | «The Sleep of Babies» | Terrence O'Hara                | Kurt Sutter                  | 19 de novembre de 2008 |
| 13 | 13 | «The Revelator»       | Kurt Sutter                    | Kurt Sutter                  | 26 de novembre de 2008 |
| Arran d'una gran tragèdia, el club ha de tornar a avaluar els seus llaços de germanor. |    |                       |                                |                              |                        |

### Segona temporada
| Nº | #  | Títol           | Director              | Gionista                                                                     | Emissió                |
| -- | -- | --------------- | --------------------- | ---------------------------------------------------------------------------- | ---------------------- |
| 14 | 1  | «Albification»  | Guy Ferland           | Kurt Sutter                                                                  | 8 de setembre de 2009  |
| 15 | 2  | «Small Tears»   | Stephen Kay           | Jack LoGiudice                                                               | 15 de setembre de 2009 |
| 16 | 3  | «Fix»           | Gwyneth Horder-Payton | Dave Erickson                                                                | 22 de setembre de 2009 |
| 17 | 4  | «Eureka»        | Guy Ferland           | Kurt Sutter i Brett Conrad                                                   | 29 de setembre de 2009 |
| 18 | 5  | «Smite»         | Terrence O'Hara       | Chris Collins                                                                | 6 d'octubre de 2009    |
| 19 | 6  | «Falx Cerebri»  | Billy Gierhart        | Regina Corrado                                                               | 13 d'octubre de 2009   |
| 20 | 7  | «Gilead»        | Gwyneth Horder-Payton | Kurt Sutter i Chris Collins                                                  | 20 d'octubre de 2009   |
| 21 | 8  | «Potlatch»      | Paul Maibaum          | Kurt Sutter i Misha Green                                                    | 27 d'octubre de 2009   |
| 22 | 9  | «Fa Guan»       | Stephen Kay           | Brett Conrad i Liz Sagal                                                     | 3 de novembre de 2009  |
| 23 | 10 | «Balm»          | Paris Barclay         | Dave Erickson i Stevie Long                                                  | 10 de novembre de 2009 |
| 24 | 11 | «Service»       | Phil Abraham          | Story by: Brady Dahl i Cori Uchida Teleplay by: Kurt Sutter i Jack LoGiudice | 17 de novembre de 2009 |
| 25 | 12 | «The Culling»   | Gwyneth Horder-Payton | Kurt Sutter i Dave Erickson                                                  | 24 de novembre de 2009 |
| 26 | 13 | «Na Trioblóidí» | Kurt Sutter           | Kurt Sutter                                                                  | 1 de desembre de 2009  |

### Tercera Temporada
| Nº | #  | Títol                 | Director              | Guionista                                                     | Emissió                |
| --- | -- | --------------------- | --------------------- | ------------------------------------------------------------- | ---------------------- |
| 27 | 1  | «SO»                  | Stephen Kay           | Kurt Sutter                                                   | 7 de setembre de 2010  |
| 28 | 2  | «Oiled»               | Gwyneth Horder-Payton | Kurt Sutter i Dave Erickson                                   | 14 de setembre de 2010 |
| 29 | 3  | «Caregiver»           | Billy Gierhart        | Chris Collins i Regina Corrado                                | 21 de setembre de 2010 |
| 30 | 4  | «Home»                | Guy Ferland           | Kurt Sutter i Liz Sagal                                       | 28 de setembre de 2010 |
| 31 | 5  | «Turning and Turning» | Gwyneth Horder-Payton | Dave Erickson i Marco Ramirez                                 | 5 d'octubre de 2010    |
| 32 | 6  | «The Push»            | Stephen Kay           | Chris Collins i Julie Bush                                    | 12 d'octubre de 2010   |
| 33 | 7  | «Widening Gyre»       | Billy Gierhart        | Kurt Sutter i Regina Corrado                                  | 19 d'octubre de 2010   |
| 34 | 8  | «Lochan Mor»          | Guy Ferland           | Dave Erickson i Liz Sagal i Kurt Sutter                       | 26 d'octubre de 2010   |
| 35 | 9  | «Turas»               | Stephen Kay           | Story by: Kurt Sutter Teleplay by: Chris Collins i Brady Dahl | 2 de novembre de 2010  |
| 36 | 10 | «Firinne»             | Gwyneth Horder-Payton | Kurt Sutter i Vaun Wilmott                                    | 9 de novembre de 2010  |
| 37 | 11 | «Bainne»              | Adam Arkin            | Dave Erickson i Regina Corrado i Kurt Sutter                  | 16 de novembre de 2010 |
| Mentre que el club està en una cacera humana, Jax s'enfronta a la decisió més difícil de la seva vida. |    |                       |                       |                                                               |                        |
| 38 | 12 | «June Wedding»        | Phil Abraham          | Story by: Kurt Sutter Teleplay by: Chris Collins              | 23 de novembre de 2010 |
| 39 | 13 | «NS»                  | Kurt Sutter           | Kurt Sutter i Dave Erickson                                   | 30 de novembre de 2010 |

### Quarta temporada
| Nº | #  | Títol                   | Director              | Guionista                                   | Emissió                |
| -- | -- | ----------------------- | --------------------- | ------------------------------------------- | ---------------------- |
| +1 | 0  | «Pay Phone»             | Sense anunciar        | Sense anunciar                              | Sense anunciar         |
| +2 | 0  | «Piney and Tara»        | Sense anunciar        | Sense anunciar                              | Sense anunciar         |
| +3 | 0  | «Second Son»            | Sense anunciar        | Sense anunciar                              | Sense anunciar         |
| +4 | 0  | «Mexican Basketball»    | Sense anunciar        | Sense anunciar                              | Sense anunciar         |
| 40 | 1  | «Out»                   | Paris Barclay         | Kurt Sutter                                 | 6 de setembre de 2011  |
| 41 | 2  | «Booster»               | Guy Ferland           | Dave Erickson i Chris Collins               | 13 de setembre de 2011 |
| 42 | 3  | «Dorylus»               | Peter Weller          | Regina Corrado i Liz Sagal                  | 20 de setembre de 2011 |
| 43 | 4  | «Una Venta»             | Billy Gierhart        | Kurt Sutter i Marco Ramirez                 | 27 de setembre de 2011 |
| 44 | 5  | «Brick»                 | Paris Barclay         | Dave Erickson i Brady Dahl                  | 4 d'octubre de 2011    |
| 45 | 6  | «With an X»             | Guy Ferland           | Chris Collins i Regina Corrado              | 11 d'octubre de 2011   |
| 46 | 7  | «Fruit for the Crows»   | Gwyneth Horder-Payton | Kurt Sutter i Liz Sagal                     | 18 d'octubre de 2011   |
| 47 | 8  | «Family Recipe»         | Paul Maibaum          | Dave Erickson i Brady Dahl                  | 25 d'octubre de 2011   |
| 48 | 9  | «Kiss»                  | Billy Geirhart        | Regina Corrado i Marco Ramirez              | 1 de novembre de 2011  |
| 49 | 10 | «Hands»                 | Peter Weller          | Chris Collins i David Labrava i Kurt Sutter | 8 de novembre de 2011  |
| 50 | 11 | «Call of Duty»          | Gwyneth Horder-Payton | Liz Sagal i Gladys Rodriguez                | 15 de novembre de 2011 |
| 51 | 12 | «Burnt and Purged Away» | Paris Barclay         | Kurt Sutter i Dave Erickson                 | 22 de novembre de 2011 |
| 52 | 13 | «To Be - Act 1»         | Kurt Sutter           | Kurt Sutter i Chris Collins                 | 29 de novembre de 2011 |
| 53 | 14 | «To Be - Act 2»         | Kurt Sutter           | Kurt Sutter i Chris Collins                 | 6 de desembre de 2011  |

### Cinquena temporada
| Nº | #  | Títol               | Director              | Guionista                                   | Emissió                |
| --- | -- | ------------------- | --------------------- | ------------------------------------------- | ---------------------- |
| 54 | 1  | «Sovereign»         | Paris Barclay         | Kurt Sutter                                 | 11 de setembre de 2012 |
| 55 | 2  | «Authority Vested»  | Peter Weller          | Regina Corrado                              | 18 de setembre de 2012 |
| 56 | 3  | «Laying Pipe»       | Adam Arkin            | Kem Nunn i Liz Sagal i Kurt Sutter          | 25 de setembre de 2012 |
| 57 | 4  | «Stolen Huffy»      | Paris Barclay         | Chris Collins                               | 2 d'octubre de 2012    |
| 58 | 5  | «Orca Shrugged»     | Gwyneth Horder-Payton | Regina Corrado i Kurt Sutter                | 9 d'octubre de 2012    |
| 59 | 6  | «Small World»       | Adam Arkin            | Roberto Patino                              | 16 d'octubre de 2012   |
| 60 | 7  | «Toad's Wild Ride»  | Peter Weller          | Kurt Sutter i Chris Collins                 | 23 d'octubre de 2012   |
| 61 | 8  | «The Pull»          | Karen Gaviola         | Mike Daniels                                | 30 d'octubre de 2012   |
| 62 | 9  | «Andare Pescare»    | Billy Gierhart        | Liz Sagal i Kurt Sutter                     | 6 de novembre de 2012  |
| 63 | 10 | «Crucifixed»        | Guy Ferland           | Kem Nunn                                    | 13 de novembre de 2012 |
| 64 | 11 | «To Thine Own Self» | Paris Barclay         | Mike Daniels i John Barcheski i Kurt Sutter | 20 de novembre de 2012 |
| Jax s'afanya a posar els seus assumptes en ordre, mentre que Nero s'ocupa de negocis amb la seva antiga banda. |    |                     |                       |                                             |                        |
| 65 | 12 | «Darthy»            | Peter Weller          | Chris Collins i Kurt Sutter                 | 27 de novembre de 2012 |
| 66 | 13 | «J'ai Obtenu Cette» | Kurt Sutter           | Kurt Sutter i Chris Collins                 | 4 de desembre de 2012  |